# الكونما
الكونما او الكونمة احد افرع قبيلة التبو وتبو تعني "شعب الصخور" هم مجموعة عرقية موطنها التاريخي ممتد ما بين مدينة ماو في شمال غرب تشاد الى سبها في جنوب ليبيا و تيبستي، وتسكن الصحراء الوسطى في شمال تشاد وجنوب ليبيا وشمال شرق النيجر و سودان. يعيش شعب التبو إما كرعاة وبدو أو كمزارعين بالقرب من الواحات. مجتمعهم قائم على العشيرة، ولكل عشيرة واحات ومراعي وآبار معينة. وينحدر أصولهم من العرب
ينقسم الكونما عمومًا إلى عدة مجموعات مرتبطة ارتباطًا وثيقًا ابرزهم : الدوردا والموساء والماغا وسالمة و نوريا ويرا ويوردا و العلاليا واخرون . يُعتقد أنهم يشتركون في أصل مشترك مع افراد قبيلة التبو ويتحدثون لغات التبو، التي تنتمي إلى الفرع الصحراوي لعائلة اللغات النيلية الصحراوية. يتحدث الكونما لغة، تسمى الدزازا. ومن بين مجموعات قبيلة التبو، فإن الكونما، هم الأكثر عدداً.

## تَسمية «قُرعان»
أما تسمية قُرعان (قُوران، كُوران، جُوران) فيذكر الكاتب الإنجليزي إتش. جي. فيشر أنها وردت في أوائل القرن الثامن الميلادي، ويقول: «الخوارِزمي، وهو يكتب، على الأرجح، بين عامي 836 و 847 م، استعمل تسمية كُوران، وهي الَّتي تحوّلت في استعمالنا المعاصر إلى قُوران، وتشير إلى تُبو الجنوب أو دازّا». كما أورد هذه التسمية الرحّآلة الأندلسي الحسن الوَزّان المشهور باسم ليون الأفريقي (1488-1554م) وذلك في كتابه «وصف أفريقيا» حيث يقول في معرض حديثه عن الطرق الصحراوية للقوافل: «وأسوا من هذا خط السفر المفتوح حديثاً بين فاس والقاهرة مروراً بصحارى ليبيا، غير أن المسافرين يمرون في طريقهم هذه بالقرب من بحيرة عظيمة تعيش حولها شعوب ساوو وكُوران». ويضيف في موضع آخر وهو يتحدث عن مملكة «نوبيا» في شمال السودان وجنوب مصر: «وملك النوبة في حرب دائمة، تارةً ضد القُرعان الذين هم من جنس البوهيميين الذين يعيشون عيشة ضنكاً في الصحراء ولا يفهم أحدٌ لغتهم...».
تَستعمل تسمية قُرعان الشعوب المجاورة لشعب التُبو من جهة الجنوب والشرق للدلالة عليه، كالتُونْجُر والعرب الشُوا والبولاله والكُوكّه وشعوب وَدّاي والعرب الخُزام والمحاميد وبَنو عمومتهم ومن يلي هؤلاء من شعوب. كما عُرف التُبو-القُرعان، عبر تاريخهم، بأسماء أخرى أشهرها اسم «بَرداوه» الذي ذكره المؤرخ المصري تقيّ الدين المقريزي (1364-1442م) وليون الأفريقي. وغيرهما. بينما يُطلق الطوارق، سكان صحراء تينيري وما حولها، اسم «إيكَرادِن» على شعب التُبو-القرعان.

## الموطن
تاريخيا يعود جميع افراد التبو عموما لا سيما الكونما الى واحات جنوبي ليبيا قبل العهد العثماني في اقليم فزان اواخر القرن التاسع عشر ، قبل ان يضطر الكثير للمغادرة جنوبا حتى الوصول الى وسط تشاد وغرب النيجر بل امتدت بعض المجموعات الى نيجيريا وشرقا الى السودان .
واليوم ينتشر افراد قبيلة كونما في عدة مواطن مثل جنوبي ليبيا وشمال تشاد وشمال شرق النيجر وبأنحاء متفرقة في السودان .